# 千葉県立成東高等学校
千葉県立成東高等学校（ちばけんりつ なるとうこうとうがっこう）は、千葉県山武市成東にある県立高等学校。略称「成高」（なるこう）。

## 概要
1899年（明治32年）に1府県1校以上の中学校設置が義務づけられ、佐倉中学・千葉中学に続き、木更津中学とともに千葉県で3番目旧上総国では初めての県立中学として設置された千葉県立成東中学校を前身とし、九十九里平野を見下ろす小高い丘の上に位置する学校である。普通科のほかに理数科が各学年1クラス設置されている。普通科は3年次から文系・理系に分かれ、2年次から普通科には希望者による特別進学クラスが1クラス設置されている。生徒は主に東金市、山武市、八街市、山武郡から通学している。成東駅からは少し遠いため、ほとんどの生徒が電車と自転車、バスを併用して通学している。
硬式野球部はプロ野球選手を輩出したことがあり、1989年夏（第71回）に初出場し、智弁和歌山を破った。他にもソフトテニス部、ホッケー部も全国大会の出場経験がある。2期制。
なお、2000年に100周年を迎え、新体育館屋根には「成東高」とデザインされた。

## アクセス
- JR総武線 成東駅より徒歩30分
- ちばフラワーバス　千葉線　｢成東高校｣下車[1]。

## 沿革
1898年、千葉県当局は既存の千葉中学校（現・千葉県立千葉高等学校）に加え、佐倉藩の藩校以来の歴史を持つ佐倉中学校（現・千葉県立佐倉高等学校）の県立移管、佐原・銚子・木更津・大多喜・北条への中学校設置案を通常県議会に提出した。当初の千葉県の原案では、成東への設置は含まれておらず、「学校と学校との距離はおおむね、十里内外」となっており、佐倉中学校の県立移管が既定路線となっている中では成東への中学校設置は困難と見られていた。 しかし、成東が誘致活動していた、第二師範学校の設置案が立ち消えとなっており 、師範学校の代わりとして、当面の間、佐倉中学校の分校という形ででも中学校を誘致すべきという声があがるようになっていた。成東町は中学校設置を町だけの運動とはせず、郡全体の運動とするべく、山武郡に支援を要請したが、これには大きな問題が存在していた。山武郡内の地域対立である。山武郡は1897年、山辺郡と武射郡の統合によって設置された郡であるが、旧山辺郡の中心だった東金と旧武射郡の中心だった成東が郡役所の誘致をめぐって激しく対立し、その他の要因も加わって統合後にいたっても対立が尾を引いていた。 旧山辺郡からの議員が多数を占めていた山武郡議会は成東の動きに影響される形で、東金への郡立中学校設置を建議していた。 郡内融和のため、中学校設置そのものを棚上げにすべきなどとする意見も出る中、1898年12月5日、千葉県知事は施政方針演説の中で成東への中学校設置に初めて言及、12月14日に佐倉・佐原・銚子・木更津・大多喜の5校と共に予算案が可決された。
1年間の準備期間を経た、1900年2月2日に千葉県佐倉中学校成東分校設置が公示。4月1日に成東高等小学校（現・山武市立成東小学校）が仮校舎としていた元倡寺で初の入学試験が行われ、117名が受験し84名が合格したが、この時点ではまだ校舎がなく、法宣寺を仮校舎として借り受ける事になった。4月8日に入学式が行われ、翌日から授業が開始され、6月14日には現校地に校舎が完成して移転している。1901年4月13日には佐倉中学校の分校から千葉県成東中学校の名で独立校となり、独立直後の5月17日に千葉県立成東中学校に改称された。1902年1月19日には校地の東南端に6部屋、定員34名の寄宿舎が完成、東京高等師範学校教授南摩綱紀によって「善養寮」と名付けられ、南摩によって揮毫された扁額が飾られた。この当時、学校と県道を直接つなぐ道路はなく、生徒は曲がりくねった小道をたどって登下校していたが、登下校時の混雑や雨天・霜解け時のぬかるみが大きな問題となっていた。これを解決するため学校と県道を結ぶ100間の道路建設を計画していたが、用地の買収をめぐって地主との折り合いがつかず、建設の目途がたっていなかった。1910年になって、地域有力者の仲介などもあって用地の買収が成立し、11月16日から職員・生徒を動員して建設工事がはじまり、12月24日に完成した。翌年、皇太子嘉仁親王（後の大正天皇）が成東中学校に行啓した際、この道路を通過した事から、それ以降「行啓記念道路」と呼ばれるようになった。
1914年、成東中学校において初の大規模な学校騒動が起こる。事の起こりは2学期の始業式と日本の対独宣戦詔書奉読式の後に行われた離任式で、退職する2名の教諭が退職は本意ではなく、校長に強いられたものとする挨拶をした事から、生徒の間でこれを不当とする声が広がった。9月9日に5年生が授業をボイコット、校長室を取り囲み、数度にわたって押し入ろうとし、これを阻止されると周囲のガラスを割るなどの行為におよんだ。他学年にも同調者が出たこの騒ぎを聞き警官も学校にやってきたが、校門で阻止され中に入れなかった。結局、校長が進退伺を県に提出する事を条件として生徒は解散した。1週間の臨時休校後、保護者会が開かれ、保護者代表が謝罪して一応解決したが、処分者を出さない約束だったにもかかわらず、処分と受け取れる動きなどもあり、感情的なしこりが残り続けた。1915年の卒業式では10名の卒業生が参列するのみという事態になっている。その後も大正・昭和初期を通じて成東中学校では学校騒動が続いて起こる事になった。代表的なものとしては1919年、学年あたり30名の落第者
を出したり、マラソン大会が多すぎるなど厳格な教育への反発がきっかけとなったもの、1922年、予餞会において下級生代表が、当時校内で横行していた5年生による鉄拳制裁を揶揄する挨拶をした事がきっかけとなったもの、1924年、運動会の審判への不満がきっかけとなったもの、1927年、盗んだ下級生の靴で学校教練に臨んだ5年生の生徒が教師に叱責された事をきっかけとするものなどがあげられる。このような状況から外部から「ストライキ学校」とも呼ばれたが、銚子中学校の廃校後、九十九里浜沿岸地域の旧制中学校は成東のみとなり、広い地域から生徒を集めた。

## 歴史
- 1900年（明治33年） - 千葉県佐倉中学校成東分校設置。
- 1901年（明治34年） - 千葉県立成東中学校に改称。
- 1941年（昭和16年） - 英語科が岡倉英語教育賞を受賞。
- 1948年（昭和23年） - 千葉県立成東高等学校になる。定時制を併設。
- 1950年（昭和25年） - 創立50周年記念式典挙行。
- 1951年（昭和26年） - 緑海分校（定時制）開校。
- 1966年（昭和41年） - 定時制廃止。
- 1968年（昭和43年） - プール竣工。
- 1971年（昭和46年） - 全日制に理数科設置。武道館完成。
- 1978年（昭和53年） - 新体育館竣工。
- 2000年（平成12年） - 創立100周年記念式典挙行。
- 2007年（平成19年） - 全ての普通教室に冷房装置を設置。
- 2008年（平成20年） - 新制服制定。男子用学ランのデザイン変更、女子用ブレザーのデザイン確立、ネクタイ必須。
- 2010年（平成22年） - 千葉県より「進学指導重点校」に指定される。
- 2014年（平成26年） - 3学期制から2期制になり、7時間・45分授業となる。

## 校歌・応援歌

### 校歌
成東高校の校歌は大和田建樹作詞、東儀鉄笛作曲によるものであるが、制定時期は不明である。1903年にはじめて校歌を歌ったとする1期生の回想も残されているが、記録に残っているものとしては1904年に行なわれた創立5周年記念式典の式次第に「奏楽・校歌斉唱」とあるのが校歌に関する最古の記述である。当初校歌はあまり定着せず、1909年、新任の体操教師が着任した頃から体操の行進に適しているとして旧制一高の寮歌「嗚呼玉杯に花うけて」の節で歌われるようになった。1940年に行なわれた創立40周年記念式典の際に原曲で歌われ、これを機に原曲による歌唱が定着していった。戦後、2番の歌詞にある「君が代千代に守ります八幡の宮の海高し」の一節が時代にそぐわないとして2番の歌詞を削除、1番のみを校歌として現在に至っている。

## 校章・校旗

### 校章
成東高等学校の校章は、創立時の本校であった千葉県佐倉中学校の桜花の校章の図案をそのまま流用した物で、唯一の相違点は桜花の中心部の文字が成東の「成」に置き換えられている事である。

### 校旗
創立直後の1900年9月1日、2学期始業式に続き、校旗の制定式が行なわれた。 初代校旗は35年間用いられた後、1935年、創立35周年記念事業の一環として後援会から寄贈された2代目校旗にとって変わられた。成東高校の場合、旧制中学から新制高校に移行した後も、2代目校旗に中学校を示す文字がなかった事や制定からさほどの歳月も経過していなかった事から旧制時代に作られた2代目校旗が長く用いられていた。3代目校旗の登場は1989年の事である。 3代目校旗は県費96万円で製作され、この年の3月8日に行なわれた卒業式で初披露された。

## 年間行事
- 4月 始業式
- 4月 入学式 オリエンテーリング（1年次）
- 4月 離任・着任式
- 5月 スポーツテスト
- 6月 大学模擬講義
- 6月 文化祭（九十九祭）
- 7月 - 8月 夏季休業日
- 9月 スポーツ大会
- 10月 前期終了式（後期始業式）・秋季休業日
- 10月 修学旅行（2年次、関西方面又は沖縄)
- 2月 校内ロードレース大会（1・2年のみ）
- 3月 卒業式
- 3月 終業式

## 統計情報
在校生の居住地・出身中学校
2017年度の在校生（850名）の居住地を自治体別に分類すると以下の通りである。

- 山武市・東金市：各136名
- 八街市：103名
- 大網白里市：92名
- 横芝光町：67名
- 旭市：65名
- 千葉市：48名
- 佐倉市：40名
- 九十九里町：37名
- 茂原市：36名
- 匝瑳市：34名
- 富里市：10名
- 芝山町：14名
- 四街道市：9名
- 酒々井町：8名
- 長生村：5名
- 多古町・長南町・白子町：各2名
- 成田市・銚子市・いすみ市・睦沢町：各1名

主な出身中学校別の生徒数では、大網白里市立大網中学校が67名、東金市立東金中学校が50名、九十九里町立九十九里中学校から40名、東金市立東中学校の36名、山武市立成東東中学校から35名、横芝光町立横芝中学校が34名、東金市立西中学校と旭市立第二中学校から各33名、山武市立成東中学校と横芝光町立光中学校が各32名、八街市立八街中学校および八街中央中学校が各31名となっている。

## 部活動
2020年1月時点での活動中の部活動・同好会を下記する。

| 運動部 - 野球 - 陸上競技 - ソフトテニス - バレーボール - サッカー - ホッケー - 卓球 - 山岳 - 柔道 - 剣道 - バスケット - バドミントン - 空手道 | 文化部 - 吹奏楽 - 演劇 - 英語 - 文芸 - 物理 - 化学 - 生物 - 天文 - 美術 - 書道 - 写真 - 棋道 - 茶道 - 応援 | 同好会 - パソコン - フォークソング - 漫画研究 - 水泳 - クイズ研究（2019年1月活動再開） - ダンス - 社会科研究（2019年1月新設） （1990年代まで存在した考古学部の後継である） |

## 部活動実績
- 野球部
  - 1989年夏（第71回）：1勝1敗 2回戦敗退（2-1智弁和歌山、0-4福岡大大濠）[注釈 1]
- （旧）考古学部
  - 成東高校敷地内にて、須恵器などを発掘（発掘年は不明）。現在、高校内にて保管している。

## 著名な卒業生
- 高品彪[29]：陸軍中将 / 転校
- 麻生磯次[30]：国文学者。旧制一高校長・学習院院長
- 麻生平八郎[31]：商学者。明治大学総長
- 石塚太喜治：元中華民国立北京芸術専科学校（現中国中央美術学院）教授/美術史研究者・美術教育者・洋版画家
- 山本力蔵：元小見川町町長/新東京国際空港公団副総裁
- 石橋一弥：第111代文部大臣
- 沼田武：元千葉県知事 / 千葉中へ転校
- 佐藤晴彦：横芝光町長
- 志賀直温：元東金市長
- 増田和夫：防衛事務次官
- 茂木啓三郎[32]：元キッコーマン社長・会長、千葉県経営者協会名誉会長
- 大木勝年：元プロ野球選手・ヤクルトスワローズ、元球団常務取締役
- 中村勝広：元プロ野球選手・阪神タイガース、元同監督、元オリックス・バファローズ監督、GM
- 藤田康夫：元社会人野球選手、コーチ
- 荒井信久：元社会人野球選手、監督、元明治大学監督、千葉黎明高校監督。現同校副理事長・総監督。
- 鈴木孝政：元プロ野球選手・中日ドラゴンズ、評論家　長嶋親子と対戦した唯一の投手
- 鵜沢達雄：元プロ野球選手・大洋ホエールズ→西武ライオンズ
- 押尾健一：元プロ野球選手・ヤクルトスワローズ、スタッフ　甲子園初出場時のエース
- 永田裕志：プロレスラー
- 永田克彦：シドニー五輪 グレコローマンスタイル69kg級銀メダリスト、元総合格闘家
- 藤島康介：漫画家。『逮捕しちゃうぞ』、『ああっ女神さま』など
- 立原あゆみ：漫画家。『本気!』など
- 中村唯：女優
- 廣田雅晴：警察官、死刑囚
- 鈴木康幸：消防庁消防大学校消防研究センター所長[33]
- 大橋巨泉：タレント/旧制成東中学から日大一中へ転校